# Ommadawn
| 전문가 평가 | 전문가 평가 |
| 평가 점수   | 평가 점수   |
| 출처        | 점수        |
| ----------- | ----------- |
| Allmusic    | [ 1 ]       |

《Ommadawn》은 1975년 10월 25일 버진 레코드에서 발매된 영국의 음악가이자 작곡가 마이크 올드필드의 세 번째 스튜디오 음반이다.
《Ommadawn》은 영국 음반 차트 4위, 캐나다 74위, 미국 빌보드 200 146위로 정점을 찍었다. 〈Ommadawn (Part Two)〉의 마지막 곡인 〈On Horseback〉는 1975년 11월 올드필드의 비음반 트랙 〈In Dulci Jubilo〉와 함께 싱글로 발매되었다. 이 음반은 두 달 만에 영국 축음기 협회에 의해 골드 인증을 받았으며, 100,000장이 팔렸다. 2010년 머큐리 레코드는 새로운 스테레오와 올드필드의 5.1 서라운드 사운드 믹스와 추가 자료를 포함한 리마스터판을 발행했다. 올드필드는 《Amarok》 (1990년)을 《Ommadawn》의 속편 음반으로 만들고 싶었지만, 그 생각은 《Return to Ommadawn》 (2017년)를 발매할 때까지 실현되지 않았다.

## 배경
1974년 말까지 올드필드는 그의 데뷔 스튜디오 음반인 《Tubular Bells》 (1973년)의 예상치 못한 비판적이고 상업적인 성공으로 세계적인 명성을 얻었다. 그는 《Hergest Ridge》 (1974년)와 함께 그것을 따랐는데, 이는 그에 비해 더 부정적인 비판적 반응을 낳았고, 실망스러웠지만, 그가 "가치 있고 성공적인" 후속곡을 전달하겠다고 맹세함으로써 그가 《Tubular Bells》의 성공으로 원 히트 원더가 아니라는 것을 증명함으로써 창조적인 시기로 이어졌다. 올드필드가 《Ommadawn》을 위해 새로운 음악을 작업하기 시작했을 때, 그는 전문 스튜디오를 피하고 싶었고, 그의 레이블인 버진 레코드를 설득하여 24트랙 스튜디오를 헤리퍼드셔주 킹턴에 있는 그의 집인 비콘에 설치하도록 했다. 올드필드는 1975년 1월에서 9월 사이에 비콘에서 《Ommadawn》을 녹음했고, 아프리카 드럼은 올드필드가 《Tubular Bells》와 《Hergest Ridge》를 녹음했던 옥스퍼드셔주 시프턴온처웰의 장원에서 녹음했다. 비콘에는 기구와 장비를 수용할 공간이 부족했기 때문에 장원이 선택되었다. 올드필드는 이 음반의 유일한 프로듀서이자 엔지니어로 인정받고 있다.

## 곡 목록
모든 곡들은 마이크 올드필드에 의해 작곡하였다.
| #  | 제목                    | 재생 시간 |
| -- | ----------------------- | --------- |
| 1. | 〈Ommadawn (Part One)〉 | 19:23     |

| #  | 제목                    | 재생 시간 |
| -- | ----------------------- | --------- |
| 1. | 〈Ommadawn (Part Two)〉 | 17:17     |

## 인증
| 국가                       | 인증 | 판매량/출하량 |
| -------------------------- | ---- | ------------- |
| 네덜란드 (NVPI)            | 골드 | 50,000^       |
| 영국 (BPI)                 | 골드 | 100,000^      |
| ^출하량을 기반으로 한 인증 |      |               |